# Julodis rothii
Julodis rothii es una especie de escarabajo del género Julodis, familia Buprestidae. Fue descrita científicamente por Sturm en 1843.